# Oberthalheim (Gemeinde Maria Taferl)
Oberthalheim ist eine Ortschaft und eine Katastralgemeinde der Gemeinde Maria Taferl im Bezirk Melk in Niederösterreich. Die Ortschaft hat 72 Einwohner (Stand 1. Jänner 2024).

## Geografie
Der Ort liegt östlich von Maria Taferl und besteht im Kern aus mehreren bäuerlichen Anwesen. Nördlich davon im Tal des Thalheimbaches befindet sich Unterthalheim.
Am 1. April 2020 umfasste die Ortschaft Oberthalheim 26 Adressen.

## Siedlungsentwicklung
Zum Jahreswechsel 1979/1980 befanden sich in der Katastralgemeinde Oberthalheim insgesamt 11 Bauflächen mit 6.175 m² und 7 Gärten auf 13.038 m², 1989/1990 gab es 11 Bauflächen. 1999/2000 war die Zahl der Bauflächen auf 52 angewachsen und 2009/2010 bestanden 31 Gebäude auf 58 Bauflächen.

## Bodennutzung
Die Katastralgemeinde ist landwirtschaftlich geprägt. 64 Hektar wurden zum Jahreswechsel 1979/1980 landwirtschaftlich genutzt und 35 Hektar waren forstwirtschaftlich geführte Waldflächen. 1999/2000 wurde auf 60 Hektar Landwirtschaft betrieben und 38 Hektar waren als forstwirtschaftlich genutzte Flächen ausgewiesen. Ende 2018 waren 57 Hektar als landwirtschaftliche Flächen genutzt und Forstwirtschaft wurde auf 39 Hektar betrieben. Die durchschnittliche Bodenklimazahl von Oberthalheim beträgt 28,4 (Stand 2010).